# Une histoire monétaire des États-Unis, 1867-1960
Une histoire monétaire des États-Unis, 1867-1960 (A Monetary History of the United States, 1867-1960) est un livre écrit en 1963 par les économistes américains Anna Schwartz et Milton Friedman.

## Présentation générale
Une histoire monétaire des États-Unis est un livre d'économie écrit par Anna Schwartz et Milton Friedman. Cet ouvrage est considéré comme leur magnum opus et comme un ouvrage fondamental du monétarisme.
Les économistes étudient rigoureusement l'histoire monétaire américaine entre 1867 et 1963. La principale découverte des auteurs est que les variations de la masse monétaire ont eu un impact décisif sur l'économie américaine durant son histoire.
Le livre est devenu célèbre pour son analyse monétariste de la Grande dépression. Selon Anna Schwartz et Milton Friedman, les effets durables de la crise sont dus à une contraction brutale de la masse monétaire permise par la Réserve fédérale des États-Unis de 1929 à 1933. Les chapitres du livre consacrés à la Grande dépression ont été réédités dans un seul ouvrage, The Great Contraction.

## Résumé

### 1. Introduction
Les auteurs précisent l'objectif de leur ouvrage et des thèmes qui y sont abordés. D'un point de vue descriptif, le livre cherche à détailler l'évolution de la masse monétaire américaine depuis la fin de la Guerre de Sécession jusqu'à 1960. Analytiquement, les auteurs cherchent à saisir les déterminants des évolutions de la masse monétaire. La date de départ de l'étude est 1867, année à partir de laquelle des statistiques certaines sont disponibles.
Le premier fait stylisé du livre est que la masse monétaire a connu une croissance importante depuis 1867. Cette année-là, la masse monétaire est de 1590 millions de dollars. En 1960, la masse monétaire a été augmentée par 157 ; elle a connu une croissance de 5,4%/an en moyenne. Comme la population américaine a quintuplé sur la même période, la masse monétaire par personne a été multiplié par 32 (taux de croissance annuel de 3,7%). Sur ces 3,7% de croissance, 1,9 points sont dus à l'augmentation de la production par tête, 0,9 point par l'augmentation du niveau des prix, et 0,9 par l'augmentation du montant de monnaie, en pourcentage du revenu, que les agents souhaitent posséder.
Étudier l'évolution de la masse monétaire américaine, c'est étudier également l'effet des différentes réglementations bancaires. Jusqu'à la création de la Réserve fédérale en 1914, qui impose des réglementations différentes pour les comptes courants et les comptes à terme, cette distinction n'était pas très importante, et n'est donc pas retranscrite dans les statistiques nationales.

### 2. La période dugreenback

#### Vue synoptique
Le premier chapitre historique du livre se penche sur la question de la monnaie durant les premières années de l'après-Guerre de Sécession. La fin de la Guerre de Sécession est marquée par une « croissance extrêmement rapide des institutions bancaires, qui a produit une augmentation nette du ratio des dépôts par rapport à la détention de monnaie ». Le système bancaire national est alors en train de se former, pour ne plus changer qu'en 1914, avec la création de la Réserve fédérale. Le taux de change est alors flottant, et aucune banque centrale n'assure la vente de l'or à un prix fixe. Il faut attendre la Première Guerre mondiale pour que le dollar flotte librement face à la livre sterling et au franc français.

#### L'évolution de la masse monétaire depuis 1867
On distingue généralement, au sein de la masse monétaire, les devises et les dépôts. L'Amérique du Nord répond à cette division, car dès la Guerre de Sécession, la monnaie a été ou bien de la devise (des espèces), ou bien a trouvé une autre forme, comme des dépôts. Les banques ont été obligées à maintenir un certain niveau de réserves, sous la forme de devise ou non, équivalentes à une fraction de leur passif (système de réserves fractionnaires).
En 1867, le public a presque autant de valeur en devises que de valeur en dépôts bancaires : « il détient environ 1,20$ de dépôts pour 1$ de devises ». Cela évolue rapidement : en 1872, il y a 2$ de dépôts pour 1$ en devises. Cela est dû à la croissance du secteur bancaire, qui facilite l'ouverture de comptes. L'or est à l'époque utilisé dans le cadre du commerce international, pour payer les importations. L'or était d'autant plus important que certains grands pays utilisaient l'étalon-or.

### 9. Changements cycliques (1933-1941)

#### Vue synoptique de la période
Entre 1933 et 1937, le pays entre dans un nouveau cycle économique particulièrement puissant, avec un taux de croissance élevés, allant jusqu'à 12%/an. Entre 1933 et 1937, à prix constants, le PIB a augmenté de 59%. Pourtant, du fait de la sévérité de la dépression dans les années qui précèdent, le revenu nominal en 1937 est de 17% plus faible, en moyenne, que huit ans plus tôt ; le revenu réel n'est plus élevé que de 3%. La population ayant crû de 6%/an, la production par tête est même plus faible lors du sommet du cycle en 1937 que lors du dernier sommet de cycle.

#### Caractéristiques de la reprise
La caractéristique principale de la reprise de 1933 est son caractère incomplet : le chômage est resté élevé, à 5,9 millions de personnes au sommet du cycle en 1937, et augmente à 10,6 millions lors du creux un an plus tard. La population active est alors de 54 millions de personnes.
La reprise est aussi caractérisée par son caractère erratique. La réouverture des banques stimule le crédit et la production industrielle, mais l'économie rechute à la fin de 1933, pour croître à nouveau au début de 1934, et encore chuter. Ce n'est qu'à la fin de 1934 qu'une période de croissance continue du revenu et de la production a lieu ; mais la croissance de la production a principalement lieu dans le secteur des biens non durables, et des biens achetés par l’État. Les biens non-durables ont une part plus élevée de 21% dans l'indice de production du pays par rapport à 1929 ; cela reflète une faible formation de capital privé. L'investissement privé net est négatif jusqu'en 1936. En 1937, à son plus haut niveau, la construction privée est égale à un tiers de ce qu'elle était au milieu des années 1920.
Les investisseurs investissant peu ou plus du tout, la demande de fonds prêtables est restée faible. Cela contribue à une chute du taux d'intérêt de long terme, qui est la preuve d'une demande anormalement faible de capitaux, et donc, d'une demande de consommation également faible.
L'inflation entre 1933 et 1937 a été freinée par le chômage, qui restait élevé, et le fait que les facteurs de production n'étaient pas pleinement utilisés. Toutefois, l'inflation a été stimulée par plusieurs facteurs, parmi lesquels la dévaluation du dollar, qui a renchéri le coût des importations et fait entrer des capitaux dans le pays. Ensuite, les mesures gouvernementales, qui ont fait augmenter les salaires et ainsi les prix (Guffey Coal Acts, National Labor Relations Act, etc.). Toutefois, leur effet a été limité par les censures postérieures de la Cour suprême des États-Unis.

#### Évolution de la masse monétaire
Le facteur principal d'augmentation de la masse monétaire sur la période a été une augmentation de la monnaie banque centrale : la masse monétaire a crû de 51% entre mars 1933 et mai 1937, et la monnaie banque centrale, de 60%. Le ratio entre les dépôts et la monnaie détenue par les agents économiques a fortement augmenté entre 1933 et 1935. Le seul moment où la croissance de la masse monétaire a été interrompue est en 1937, lorsque le Trésor met en œuvre une politique de stérilisation de l'or, et double le montant des réserves obligatoires.

### 10. L'inflation de la Seconde guerre mondiale (1939-1948)

#### Vue synoptique de la stabilité monétaire sur la période
La Seconde guerre mondiale a fait entrer le pays dans une phase inflationniste qui ne trouve d'équivalent qu'après les crises de la guerre de Sécession et de la Première Guerre mondiale. Entre septembre 1939 et août 1948, les prix ont plus que doublés, la masse monétaire, triplé, et les revenus distribués sous forme de monnaie ont été multipliés par 2,5. La vélocité de la monnaie a donc chuté.

#### Du début de la guerre à l'entrée en guerre américaine
L'économie américaine est restée relativement stable pendant la première période de la Seconde Guerre mondiale, c'est-à-dire jusqu'à l'entrée en guerre américaine en 1941. L'économie subit un bref passage spéculatif à la fin de 1939, puis une chute générale de la production, de l'emploi et des revenus jusqu'à mai 1940. La défaite de la France a pour effet une augmentation des commandes britanniques à l'économie américaine : l'influx d'or aux États-Unis devient alors marqué, car il sert de moyen d'échange. Les États-Unis stimulent alors leurs programmes d'armement, ce qui augmente la production industrielle, l'emploi et les revenus.
Cet épisode n'a pas eu d'effet inflationniste, car l'économie ne tournait pas à plein régime : le chômage était alors élevé, et certaines usines étaient inutilisées. Les prix n'augmenteront qu'à la fin de 1940. 80% de la croissance de la masse monétaire est due à la croissance du stock d'or. Entre fin 1939 et 1941, la masse monétaire croît de 29%, la base M0 du même pourcentage. Les prix augmentent toutefois de 9% par an en moyenne, quoique la hausse soit concentrée sur la fin de la période.

#### Les déficits de guerre, de 1941 à 1946
Les dépenses publiques augmentent fortement en 1941, quoique les hausses d'impôts compensent en partie. Les dépenses publiques triplent entre 1941 et 1942, puis augmentent de 50% entre 1942 et 1943. Les déficits passent de 40 milliards de dollars en 1942 à 50 milliards en 1943 ; la décrue commence à partir de 1944 (45 milliards) et continue en 1945 (35 milliards). Lorsque la guerre s'achève, les dépenses baissent mais les revenus restent élevés.

#### Prix et vélocité de la monnaie
Les prix se sont comportés, durant la guerre, comme durant la Première Guerre mondiale. L'entrée en guerre s'est accompagnée d'un ralentissement du taux d'inflation, et ce n'est qu'à la fin de la guerre que l'inflation a repris. Les prix ont augmenté de 4%/an pendant la phase active de la guerre (1941-1946), contre 9% avant l'entrée en guerre (1939-1941), et 16% dans la période qui suit la fin de la guerre.
La principale raison est qu'un contrôle des prix a été mis en place au début de l'année 1942 ; les prix ont donc augmenté sous une forme déguisée, comme par le biais de la qualité des biens, la suppression des promotions, ou une chute de la production. L'inflation à la fin de la guerre correspond à une officialisation de l'augmentation des prix.
La vélocité de la monnaie a augmenté d'un cinquième entre 1940 et 1942, puis a chuté d'un tiers jusqu'à 1946, avant d'augmenter de 13% entre 1946 et 1948. Ce comportement de la vélocité n'est pas étonnant, car la vélocité augmente généralement durant les périodes de croissance, et chute pendant les contractions. Après la mi-1940, les prix ont augmenté, ce qui a encouragé les agents à ne pas détenir leurs actifs sous une forme monétaire. La chute de la vélocité de la monnaie, toutefois, a probablement moins à voir avec la stabilisation du taux d'inflation à un niveau faible qu'à une chute de l'offre, c'est-à-dire au fait que moins de biens étaient produits ; les produits d'achat étant moindres, les agents économiques ont de plus épargné.
De manière plus pratique, on peut analyser l'inflation comme une augmentation de la masse monétaire fiat (en cash). Cela est dû à ce que la Fed a augmenté son crédit en achetant des obligations publiques sur les marchés. En achetant ces obligations, la Fed a payé avec de la monnaie nouvellement créée. Entre novembre 1941 et janvier 1946, sur les 178 milliards de dette publique générés, 69 milliards ont été achetés par les banques commerciales, et 22 milliards par la Fed.

### 11. Le retour de la politique monétaire (1948-1960)

#### Vue synoptique de la stabilité monétaire sur la période
L'Amérique a connu une phase de stabilité monétaire étonnante entre 1948 et 1960, date qui marque la borne de fin de l'étude du livre. Le taux de croissance annuel de la masse monétaire a été stable ; cette stabilité a été accompagnée d'une stabilité relative du taux d'inflation et de la production.
Une récession a lieu entre novembre 1948 et octobre 1949, précédée d'une baisse du stock de monnaie (janvier 1948) et des prix (août 1948). Ces deux variables ont chuté pendant la récession. La reprise de la croissance après octobre 1949 a été accompagnée d'une hausse de la vélocité de la monnaie, et de la masse monétaire. En juin 1950, lorsque la guerre de Corée fait croître les prix à hauteur de 16%, entre juin 1950 et février 1951, la masse monétaire n'accélère pas, mais la vélocité augmente. Or, les anticipations des agents sont à cette époque contredites, car ils pensaient que la récession de 1949 allait faire baisser les prix, et donc avaient adopté un comportement attentiste. L'inflation de 1950 est donc due à une réévaluation à la hausse des anticipations de la hausse des prix, qui a fait augmenter la vélocité de la monnaie.
La Réserve fédérale et le Trésor américain passent en 1951 un accord pour désengager la Fed d'opérations de rachats d'obligations à long terme. La masse monétaire commence ainsi à décroître, ce qui réduit l'inflation, quand bien même la cause de l'inflation n'était pas une hausse de la masse monétaire mais une hausse de la vélocité de la monnaie.
Après une phase de ralentissement au début de l'année 1954, l'économie reprend en août 1955, et les prix augmentent à nouveau de manière stable (+7% entre août 1954 et juillet 1957). Après avoir chuté de 2,5% entre 1951 et 1954, la vélocité de la monnaie augmente de 10% entre 1954 et 1957. Elle chute après la réaction des autorités en juillet 1957, qui provoquent une contraction de la masse monétaire.

#### Facteurs déterminants de la masse monétaire
Entre août 1948 et mai 1960, écrivent les auteurs, « 23% de l'augmentation de la masse monétaire est attribuable à l'augmentation de la monnaie banque centrale, 40% à l'augmentation du ratio de dépôts par rapport aux réserves, et 30% à l'augmentation du ratio de dépôts par rapport aux devises ».
En février, juin et septembre 1948, le Congrès et la Réserve fédérale ont augmenté les reserve requirements des banques. Elles devaient détenir une part plus importante de leur bilan sous forme de liquidité. Les banques ont alors dû vendre leurs actifs financiers contre de la monnaie, notamment à la Fed. La banque centrale a ainsi injecté 2 milliards de dollars en Septembre, l'équivalent de l'augmentation requise des réserves des banques. Toutefois, l'effet qui a dominé a été celui d'une réduction de la masse monétaire, car l'augmentation des réserves obligatoires a incité les banques à moins prêter, ou à acheter des actifs autres que des bons du Trésor. L'excédent budgétaire de l’État et les anticipations d'une chute des prix ont accentué le déclin de la masse monétaire.
La guerre de Corée rebat toutefois les cartes. Les agents économiques ont modifié leurs anticipations dans les mois précédents, considérant que l'inflation serait plus élevée à l'avenir. En août 1950, la Fed approuve une augmentation des taux d'escompte, ainsi qu'une opération d'open market pour faire augmenter les taux sur les bons publics. Une accélération de la vélocité de la monnaie a alors lieu, malgré l'augmentation modeste de  la masse monétaire. Les revenus des ménages avaient augmenté de 11% entre décembre 1949 et juin 1950, et la production industrielle avec.
Au début de l'année 1953, la Réserve fédérale s'inquiète d'une inflation potentielle : les banques octroient plus de prêts, et les prêts immobiliers augmentent ; en plus de cela, le prix des actions augmente aussi. En janvier 1953, la Réserve fédérale augmente son taux d'escompte d'1,75% à 2%, et utilise divers outils pour inciter les banques à moins prêter. Des pourparlers s'engagent avec le Trésor, et en juillet 1953, la Fed réduit le montant des réserves obligatoires. Au début de l'année 1954, les taux d'escompte sont réduits, puis les taux de réserve obligatoires en juin et juillet.

#### Politisation de la politique monétaire
La réalité monétaire du pays a ainsi été très éloignée des controverses politiques à son sujet. La forte inflation pendant la guerre de Corée a « dramatisé l'impuissance des autorités monétaires à lutter contre les pressions inflationnistes lorsqu'elles se sont parallèlement engagées à soutenir les prix des obligations publiques ». À l'époque, la banque centrale s'était engagée dans des opérations d'open market sur des obligations de long terme (à l'instar du quantitative easing moderne) ; la controverse l'a conduite à se désengager de telles politiques et de ne plus acheter que des obligations à court terme dans le cadre d'une politique monétaire conventionnelle.
La période de l'après-guerre est également marquée par une acceptabilité sociale plus grande du rôle de la puissance publique. Cela est dû à la fois à la Grande contraction et au New Deal, qui s'accompagnent d'une sensibilité accrue aux fluctuations économiques ; le gouvernement est aujourd'hui jugé sur sa capacité à conduire le système économique vers le plein emploi. Les statistiques publiques, plus précises que par le passé, assurent une meilleure information citoyenne et gouvernementale, et transforment les cycles économiques en des problèmes publics.

### 12. L'augmentation de la vélocité de la monnaie après la guerre

#### Constat et explications sommaires
Les auteurs remarquent que la vélocité de la monnaie a fortement augmenté depuis la fin de la guerre. D'un bas historique de 1,16 en 1946, elle est passée à 1,69 en 1960, un niveau qui n'avait plus été atteint depuis 1930 à quelques exceptions conjoncturelles près (1942 et 1943). Cette augmentation de la vélocité est une exception historique, car la tendance générale a été celle d'une chute de la vélocité depuis la fin du siècle passé. Les auteurs passent en revue les différentes explications de cette augmentation.
La première est que l'augmentation d'après la guerre est une réaction à la chute qui avait eu lieu dans les décennies précédentes. Pendant la Seconde guerre mondiale, l'offre de biens et services a chuté, incitant les consommateurs à accumuler de l'épargne liquide plutôt qu'à dépenser. Aussi, les agents anticipaient que les prix allaient chuter après la guerre, et ont donc reporté leurs achats à plus tard (attentisme). Cette explication ne permet toutefois pas d'expliquer la tendance de long terme, bien qu'elle contribue à éclairer une partie de la réponse.

#### Explication par l'augmentation du revenu
L'explication par l'augmentation du revenu n'est pas crédible, car la vitesse de la monnaie semble réagir de manière opposée à l'évolution du revenu réel à long terme. Plus le revenu réel par tête a augmenté, plus la vélocité de la monnaie a chuté. Cela est probablement dû au fait que le montant de monnaie qu'un agent souhaite détenir est déterminé par l'anticipation qu'il se fait de son revenu permanent (anticipé) et du niveau des prix. Si l'on observe la relation entre revenu et vélocité de la monnaie au niveau des cycles économiques, on remarque en revanche une relation positive : à court terme, les hausses et les baisses de la vélocité reflètent les fluctuations du revenu transitoire et des prix.

#### Explication par la hausse de la rémunération financière
Les auteurs étudient une explication liée à la rationalité financière des acteurs : après la guerre, le retour sur investissement des actifs financiers a augmenté bien plus rapidement que la rémunération de la monnaie ; ainsi, il est devenu plus rémunérateur d'acheter des actifs financiers que de thésauriser de la monnaie dans les matelas ou de placer l'argent sur des comptes en banque, ce qui aurait augmenté la vélocité de la monnaie. Cette théorie avait été avancée par Henry A. Latané qui en avait eu l'intuition dans son article « Cash Balances and the Interest Rate—A Pragmatic Approach » en 1954.
Les auteurs créent un graphique où ils montrent qu'il existe bel et bien une évolution conjointe des courbes de vélocité de la monnaie avec les taux d'intérêt obligataires et les taux de retour sur les actions. Toutefois, cette explication présente des failles explicatives : elle n'explique pas pourquoi la vélocité de la monnaie a augmenté entre 1932 et 1942, quand les taux d'intérêt étaient faibles. Les économistes calculent qu'historiquement, une augmentation des taux obligataires d'un point est associée à une chute de 3 à 4 points de pourcentage de la demande de monnaie ; or, il faudrait que le lien soit d'un point pour 13 à 22,5 points sur la demande de monnaie pour que l'on puisse conclure que c'est l'augmentation de la rémunération des actifs qui a causé la chute de la vélocité.
En comparant leurs modes de calcul et les données utilisées avec l'article de Latané, les auteurs concluent qu'ils ont chacun raison selon la base qui est prise en compte : l'augmentation de la rémunération sur les actifs financiers a joué un rôle important dans l'augmentation de la vélocité de la monnaie lorsque l'on prend en compte l'agrégation M0 mais aussi les comptes de dépôts (demand deposits) ; lorsque l'on prend en compte la monnaie seule, alors la question de la rémunération financière joue certes un rôle, mais mineur, dans l'augmentation de la vélocité.

#### Explication par la hausse des anticipations d'augmentation des prix
Les auteurs se penchent sur la question de l'anticipation du niveau des prix. Dans un article académique appelé « The Monetary Dynamics of Hyperinflation », Phillip Cagan avait observé un lien fort entre la demande de monnaie et la moyenne de l'évolution des prix. Toutefois, le coefficient dégagé par Cagan (l'anticipation du changement du niveau des prix) n'est pas suffisant pour expliquer l'augmentation de la demande de monnaie et donc la hausse de la vélocité américaine.

#### Explication par l'anticipation de la stabilité économique
Les auteurs montrent que lorsque les agents anticipent la stabilité économique, ils demandent moins d'argent que lors de situations troublées. La confiance en l'avenir a été d'autant plus renforcée que les récessions qui ont eu lieu en sortie de guerre et au début des années 1950 ne se sont pas transformées en dépression. La stabilité économique semble donc être le principal facteur de l'augmentation de la vélocité de la monnaie, bien que les acteurs ne puissent le prouver.

### 13. Résumé général

#### Principales leçons
Le dernier chapitre de l'ouvrage permet aux auteurs d'analyser les grandes lignes de la politique monétaire américaine grâce au recul du temps. Ils remarquent que l'histoire monétaire du pays a été « colorful and varied » (« bigarrée et variée »). Les trois grands faits de l'histoire monétaire américaine sont, selon les auteurs :
- Les changements de la masse monétaire sont liés de très près à l'évolution de l'activité économique, des salaires en monnaie, et des prix.
- L'interrelation entre les changements économiques et les changements monétaires est restée très stable.
- Les changements monétaires ont souvent une origine indépendante de l'évolution de l'activité économique.

Les auteurs en tirent une règle générale pour l'avenir : « En ce qui concerne les choses de la monnaie, les apparences sont trompeuses ; les relations importantes sont souvent l'exact opposé de ce qui frappe l’œil ».

#### Grandes phases de l'histoire monétaire
Friedman et Schwartz rappellent les grandes phases de l'histoire monétaire américaine depuis 1867. Deux périodes ont connu une très forte inflation : entre 1914 et 1920, et entre 1939 et 1948, c'est-à-dire après les guerres, les prix ont doublé parallèlement au doublement de la masse monétaire. Quatre moments de l'histoire se caractérisent par une stabilité économique forte : 1882 à 1892, 1903 à 1913, 1923 à 1929, et 1948 à 1960. Ces phases correspondent à des moments de stabilité de la masse monétaire.
L'économie américaine a connu six phases de contraction économique sévère, accompagnées de détresse sociale et de chômage. Ces périodes vont de 1873 à 1879, 1893 à 1894, 1907 à 1908, 1920 à 1921, et 1929 à 1933, et 1937 à 1938. A chaque fois, la contraction économique s'est accompagnée d'une contraction forte de la masse monétaire.
Sur ces six contractions sévères, quatre ont été caractérisées par des perturbations bancaires ou monétaires. On remarque ainsi une crise bancaire en 1873, une autre en 1890 et une plus sévère en 1893 ; en 1907, les banques ont dû mettre en place une restriction sur les retraits ; entre 1929 et 1933, enfin, le système bancaire s'est effondré, un tiers des banques disparaissant, et les banques cessant toute activité pendant une semaine. Les deux autres contractions (1920-1921 et 1937-1938) ont été marquées par une chute de la masse monétaire du fait de la politique monétaire de la Fed : en 1920-1921, la banque centrale a fortement augmenté son taux d'intérêt (discount rate) ; en 1937-1938, elle a doublé les exigences de dépôts (reserve requirements) des banques auprès de la banque centrale.

#### Évolution générale de la vélocité de la monnaie et de la masse monétaire
Entre 1860 et 1960, la vélocité de la monnaie, c'est-à-dire sa vitesse de circulation, a chuté en moyenne d'un pour cent par an, avec des variations inférieures à 1% lors des phases hautes et basses des cycles des affaires. Ce mouvement a commencé dès la fin du XIXe siècle, car les populations voyaient leur revenu augmenter, et plaçaient leur argent de manière croissante dans des comptes en banque. Si en 1869, la masse monétaire était équivalente à trois mois de salaires en moyenne, elle était équivalente à sept mois en 1960.
Toutefois, les changements dans la vélocité de la monnaie sont tendanciels, lents. La seule exception notable est la décennie 1930 : la grande contraction a fait chuter la vitesse de la monnaie, et un rebond important a contrebalancé cette chute après la Seconde guerre mondiale.
Entre 1914 et 1960, c'est-à-dire depuis la création de la Réserve fédérale, l'accroissement de la masse monétaire a été plus variable chaque année que durant les 35 années qui ont précédé la création de la banque centrale, et où la masse monétaire était déterminée quasi-automatiquement par le biais de l'étalon-or.
Friedman et Schwartz concluent le livre ainsi : « Une chose dont nous sommes sûrs, c'est que l'histoire de la monnaie continuera à être pleine de surprises pour ceux qui s'intéressent à son évolution ; des surprises que ceux qui étudient la monnaie, ainsi que les hommes d’État, ne pourront ignorer qu'à leurs risques et périls ».

## Critiques et débats

### Remise en cause de la Réserve fédérale
La thèse centrale du livre est que la Grande dépression a été permise par la Réserve fédérale, qui n'a pas empêché, et en réalité causé, la chute de la masse monétaire. Certains économistes tels que Peter Temin ont toutefois soulevé la question du caractère endogène de la monnaie. Dans le cas où la monnaie était principalement du fait des banques, et non de la banque centrale, alors la Réserve fédérale n'aurait pas pu agir conformément aux préconisations a posteriori des auteurs.
Paul Krugman a repris cette critique en soulignant que, comme ce fut le cas pendant la crise économique de 2008, les banques centrales n'ont pas pu contrôler la masse monétaire au sens large. De ce fait, il soutient que l'idée selon laquelle la Réserve fédérale aurait pu empêcher la Grande dépression est douteuse,.

### Impossibilité de la préconisation des auteurs
Friedman et Schwartz soutiennent que la Réserve fédérale aurait dû radicalement augmenter la masse monétaire pendant la crise. Barry Eichengreen, dans son livre The Golden Fetters, soutient toutefois que cela était impossible pour la Fed. L'étalon-or était alors prédominant dans le monde, ce qui liait les mains de la banque centrale. Si la Réserve fédérale voulait maintenir la crédibilité de l'étalon-or, elle ne pouvait faire chuter ses taux d'intérêt ou augmenter la masse monétaire d'une manière aussi importante que préconisé par les auteurs.